# Teritoriul de Nord-Vest
Teritoriul de Nordvest, conform originalului, Territory Northwest of the River Ohio, cunoscut în mod comun ca Northwest Territory, a fost un teritoriu organizat al Statelor Unite ale Americii care a existat între 13 iulie 1787 până la 1 martie 1803, când partea sa sud-estică a fost admisă în Uniune ca State of Ohio.
Congresul Confederației a emis legea numită Northwest Ordinance în 1787 pentru a avea o bază legală pentru administrarea teritoriilor Statelor Unite și, respectiv, pentru stabilirea unui set de reguli pentru evoluția progresivă administrativă de la teritoriu neorganizat la teritoriu organizat și apoi la cea de stat al Statelor Unite ale Americii.
La data de 7 august 1789, noul Congres al Statelor Unite a confirmat termenii ordonanței conform prevederilor Constituției. Teritoriul includea tot pământul Statelor Unite la vest de statul Pennsylvania și aflat la nord-vest de Ohio River. Suprafața acoperită era de peste 673.000 km2 (sau 260,000 square miles) și acoperea statele actuale Ohio, Indiana, Illinois, Michigan și Wisconsin, precum și partea de nord-est a statului Minnesota.

## Istoric
Explorarea europenilor începuse cu canadieni francezi în secolul al 17-lea, urmați de misionari și negociatori de blănuri, de asemenea francezi. Exploratorul canadiano-francez Jean Nicolet a fost primul care a documentat explorările sale, fiind prezent în anul 1634 în locurile unde astăzi există așezarea umană cunoscută azi sub numele Green Bay, din statul Wisconsin de azi. După alte surse, exploratorul Étienne Brûlé, de asemenea un francez-canadian, este considerat a fi explorat Lake Superior și posibil teritoriul statului Wisconsin de azi în jurul anului 1622.
Francezii au exercitat, mai mult sau mai puțin, un fel de control al regiunii printr-un sistem de posturi militarizate parțial sau total, aflate la mari distanțe unele de altele, în regiunea pe care au denumit-o Noua Franță. După încheierea seriilor de conflicte militare dintre Franța și Marea Britanie, cunoscute sub numele general de Războiaiele franceze şi indiene (dintre care ultimul este cunoscut ca Războiul de șapte ani), care s-au încheiat prin semnarea Tratatului de la Paris din 1763, Franța a cedat controlul întregii zonei ce urma să constituie ulterior Northwest Territory Marii Britanii.
Crearea unei noi colonii, numită Charlotina, a fost propusă pentru regiunea sudică a Marilor Lacuri. Oricum, puși în fața iminentă a opunerii radicale a populațiilor nativ americane, care se concretizase deja într-o rebeliune armată (cunoscută ca Rebeliunea Pontiac), britanicii au emis Proclamaţia din 1763, care interzicea fondarea oricăror așezări ale europenilor la vest de Munţii Apalaşi, până la viitoare negocieri pe care britanicii sperau să le finalizeze cu indienii americani. Acest act a provocat furie printre coloniștii care doreau să se stabilească în afara coloniilor clar delimitate teritorial ale Marii Britanii, care coincideau cu viitoarele colonii ce urmau să constituie nucleul Statelor Unite ale Americii de mai târziu.

## Legi și guvernare

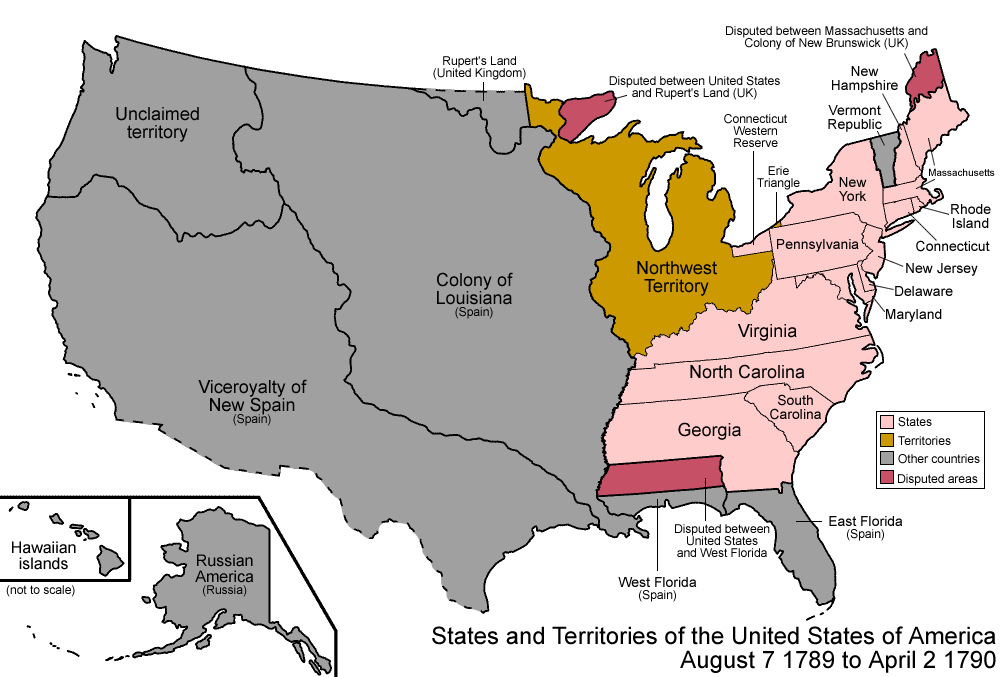
Harta statelor și teritoriilor ale Statelor Unite ale Americii așa cum era la 7 august 1789, când Northwest Territory a fost organizat, până la 26 mai, când Southwest Territory a fost organizat.

### Oficiali
Arthur St. Clair a fost guvernatorul teritorial până în noiembrie 1802, când președintele Thomas Jefferson l-a înlocuit cu Charles Willing Byrd, care a slujit ca guvernator până la 3 martie 1803, ziua în care Ohio a devenit stat al Uniunii și adunarea legislativă l-a ales pe Edward Tiffin ca primul guvernator al statului.. Prima Curte Supremă era alcătuită de John Cleves Symmes, James Mitchell Varnum, și Samuel Holden Parsons, iar primii trei secretari au fost: Winthrop Sargent (9 iulie, 1788–31 mai, 1798); William Henry Harrison (29 iunie, 1798–31 decembrie, 1799); și Charles Willing Byrd (1 ianuarie, 1800–1 martie, 1803).